# Waiting (Thursday)
Waiting è il primo album in studio del gruppo emo/post-hardcore statunitense dei Thursday, pubblicato nel 1999.

## Tracce
1. Porcelain – 4:40
2. This Side of Brightness – 3:35
3. Ian Curtis – 3:47
4. Introduction – 1:58
5. Streaks in the Sky – 4:30
6. In Transmission – 3:41
7. Dying in New Brunswick – 4:06
8. The Dotted Line – 4:19
9. Where the Circle Ends – 3:11